# Берн-Белькур, Этьен-Проспер
Этьен-Проспер Берн-Белькур (фр. Étienne Prosper Berne-Bellecour; 29 июня 1838, Булонь-сюр-Мер — 29 ноября 1910, Париж) — французский иллюстратор, гравёр и один из самых успешных художников-баталистов времён Третьей республики.

## Биография
Этьен-Проспер Берн-Белькур родился 29 июня 1838 года в городке Булонь-сюр-Мер на севере Франции. Азы художественного мастерства начал постигать в Париже, в мастерской Эмиля Синьоля; затем продолжил обучение в столице в Национальной высшей школе изящных искусств.
Сначала писал пейзажи, потом перешёл к батальному жанру. Помимо этого, наряду с такими художниками, как Тульмуш, Шаплен, Бонвен, Э. Фрер, Ж. Вибер и Ф. Жирар, заслуженно получил известность как наблюдательный и изящный изобразитель быта высшего и среднего классов горожан.
Во время франко-прусской войны служил в вольных стрелках Сенского департамента.
В 1876 году художник посетил столицу Российской империи Санкт-Петербург.
В конце XIX — начале XX века на страницах Энциклопедического словаря Брокгауза и Ефрона давалась следующая оценка творчеству этого живописца:
Из картин этого художника, вообще умно сочиненных и со вкусом написанных, но нередко чересчур подробно отделанных, наиболее замечательны: «Пушечный выстрел» (1872), «День уплаты арендных денег фермерами» (1873), «Жених» (1874), «Сенские стрелки в битве при Мальмезоне» (1875), «В траншее» (1877), «Атака на Мёмпельгард» (1881), «Отречение Наполеона I от престола» (1887) и «К оружию»! (1891).
Этьен-Проспер Берн-Белькур скончался 29 ноября 1910 года в Париже.

## Галерея
- Конный артиллерист.
- В атаку!
- В разведке.
- Батальная сцена.
- Пешие егеря.
- Матрос в дозоре.
- Фуражир.
- Эпизод эпохи Франко-Прусской войны.
- Дуэль
- Солдаты и офицеры на отдыхе.
- Разведчик.
- Раненый солдат.
- Кирасир.
- Остановка на дороге.
- Письмо из дома.
- Нормандия. Пастушка со стадом.
- Солдат в осеннем саду.